# V351 Большого Пса
V351 Большого Пса (лат. V351 Canis Majoris) — одиночная переменная звезда в созвездии Большого Пса на расстоянии приблизительно 2614 световых лет (около 801 парсека) от Солнца. Видимая звёздная величина звезды — от +13,3m до +10,8m.

## Характеристики
V351 Большого Пса — красная пульсирующая полуправильная переменная звезда типа SRA (SRA) спектрального класса M7.